# Cerkiew Kretzulescu
Cerkiew Kretzulescu (alternatywna pisownia: Crețulescu) – cerkiew prawosławna w centrum Bukaresztu, ufundowana przez bojara Crețulescu i jego żonę Saftę, wzniesiona w latach 1720–1722 w stylu brynkowiańskim.
Wewnątrz znajdują się freski wykonane w latach 1850–1859 przez Gheorghe Tattarescu. Pierwotnie malowana była również na zewnątrz, ale po renowacji przeprowadzonej w latach 1935–1936 pozostawiono elewacje z czerwonej cegły.
Poważnie uszkodzona podczas trzęsienia ziemi w 1940, wyremontowana trzy lata później. W początkach rządów komunistycznych planowano jej rozbiórkę, ale dzięki wstawiennictwu architektów takich jak Henriette Delavrancea-Gibory (1894–1987) zdecydowano się jednak ją zachować. Po trzęsieniu ziemi w 1977 ponownie przeszła poważny remont, a kolejny już po rewolucji rumuńskiej 1989 roku.

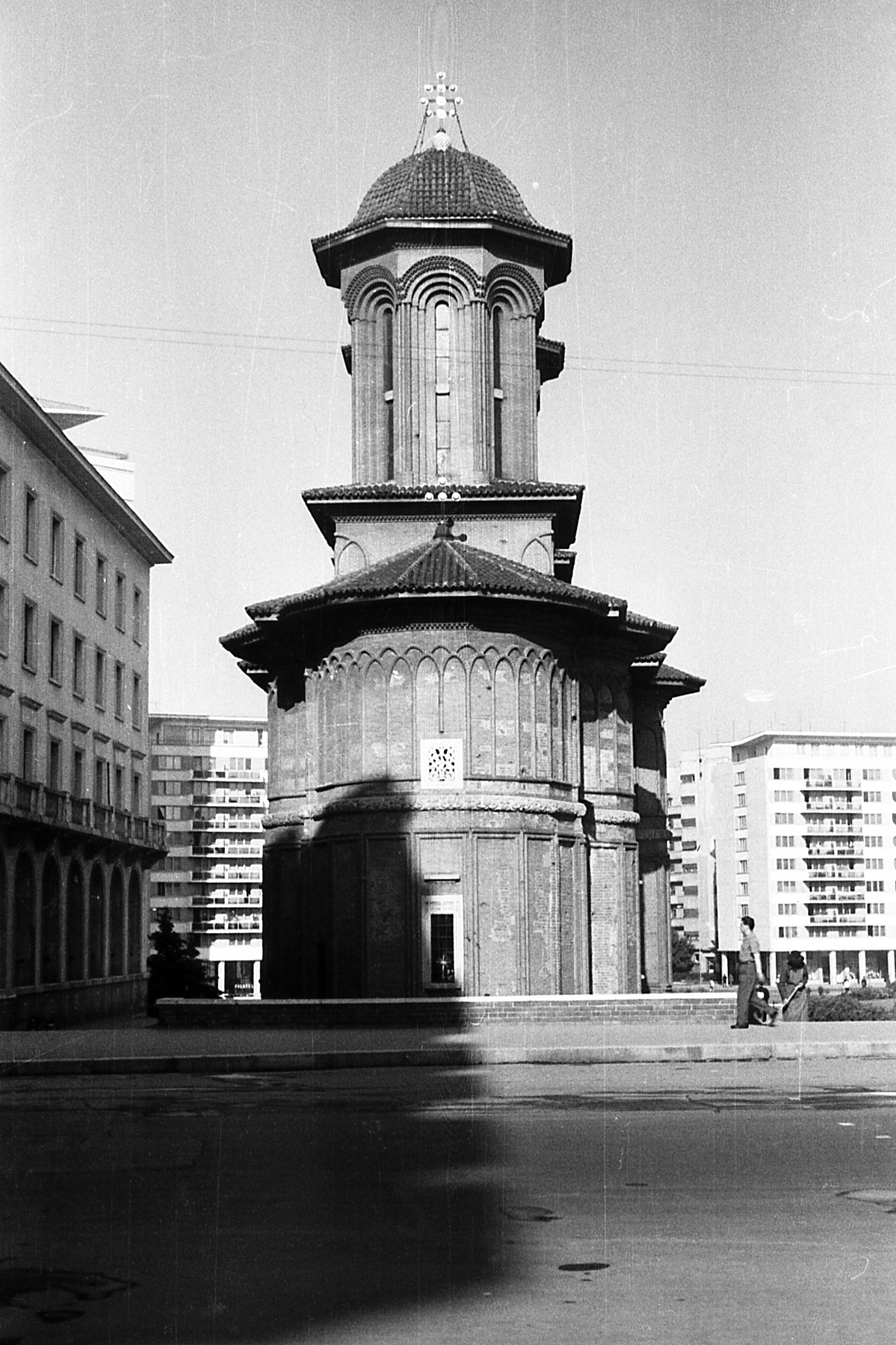
Widok od wschodu (1961)
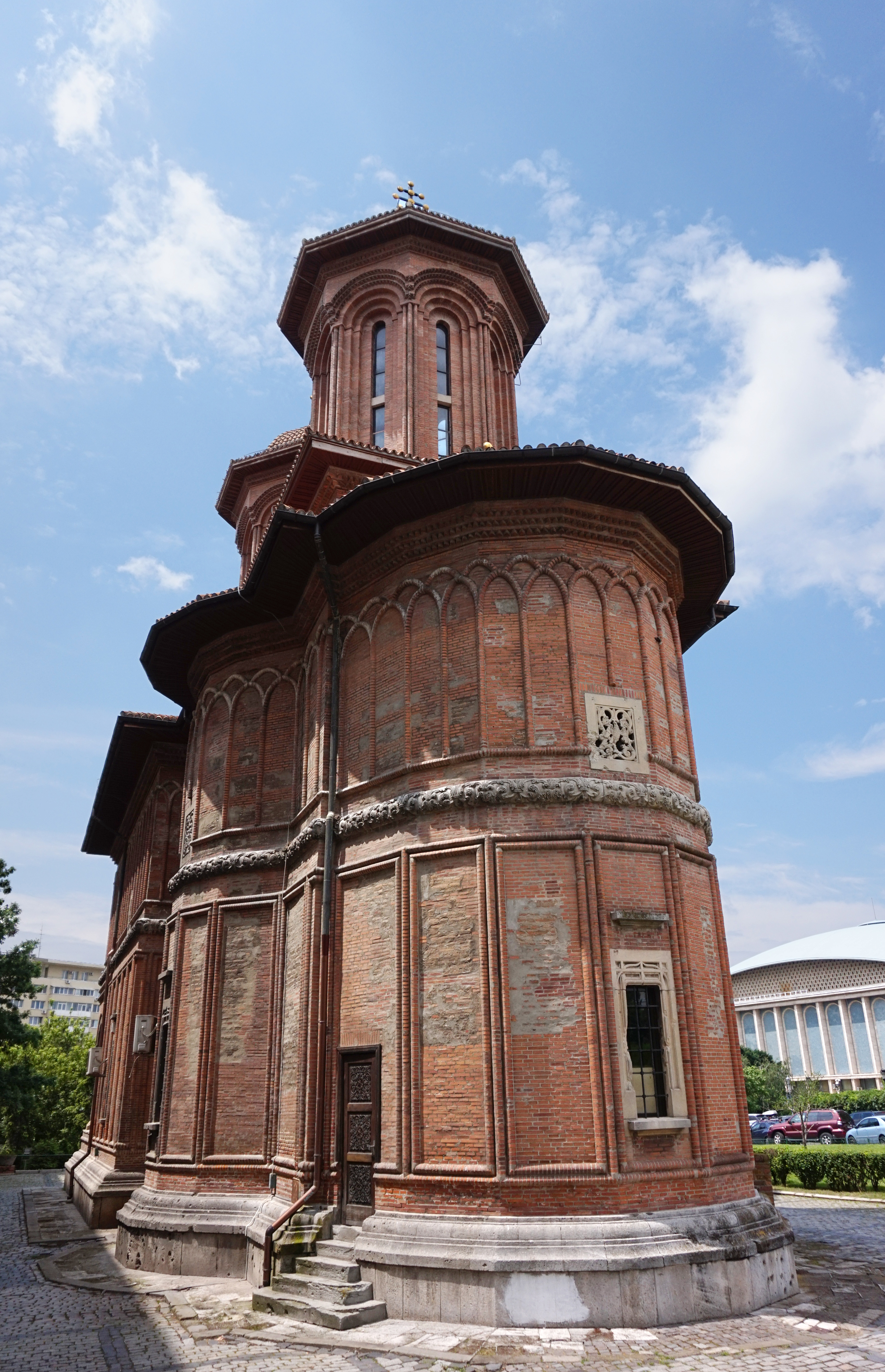
Widok współczesny
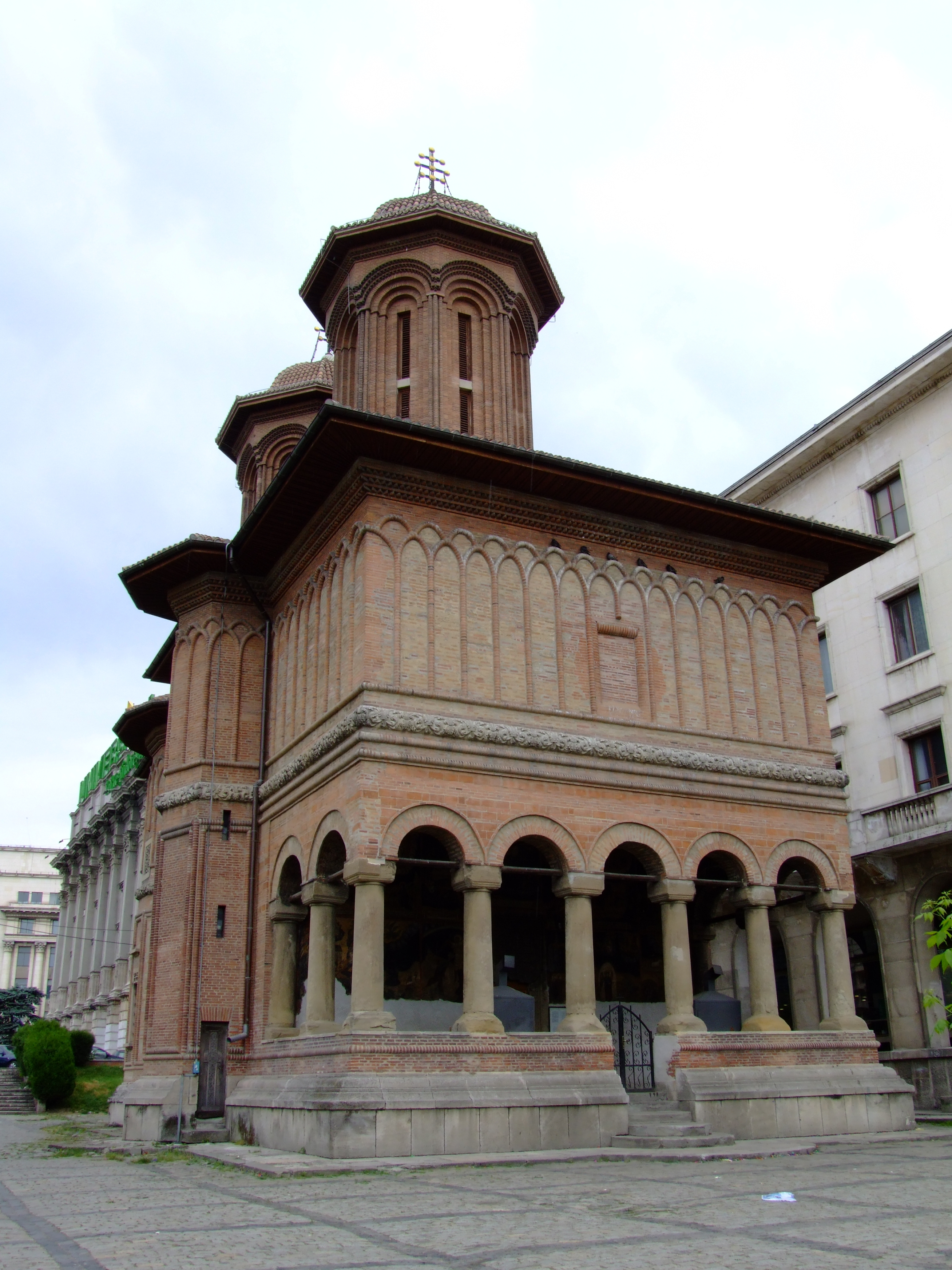
Elewacja zachodnia